# بروكوبيون (إففويا)
بروكوبيون (Προκόπιον) هي قرية في بلدية نانتودي-ليمني-أغيا آنا على الطريق الدائري خالكيدا-إديبسوس. وفقًا لبيانات تعداد 2011، يبلغ عدد سكان بروكوبي 948 نسمة.

## العناصر العامة
تم إنشاء القرية في نهاية القرن السابع عشر، حيث كانت هناك مستوطنات صغيرة متفرقة وفقًا للحكايات في المنطقة، بينما كانت بروكوبي مقرًا للقائد التركي الذي سميت القرية عليه فيما بعد وحتى عام 1927 ولسمه «أحمد آغا». 
تشتهر مدينة بروكوبي بمزار القديس يوحنا الروسي، والذي يحفظ رفات القديس، والتي جلبها لاجئون من الكابادوك من بروكوبي (أورغوب) في كابادوكيا في آسيا الصغرى معهم في عام 1924. يمر نهر كيرياس عبر القرية. حدث فيضان كبير في مانتودي وبروكوبي في 30 سبتمبر 2018، نتج عنه تدمير الطريق بين المستوطنات.
في عام 2018، تم افتتاح متحف نيوس بروكوبيوس لثقافة آسيا الصغرى.  يقع في مبنى من طابقين، حيث كان به بيت ضيافة حجاج القديس يوحنا الروسي. يحتفظ المتحف بالآثار المهمة للكنيسة والفولكلور، والتي جلبها اللاجئون من كابادوكيا. 